# Karl Stankiewitz

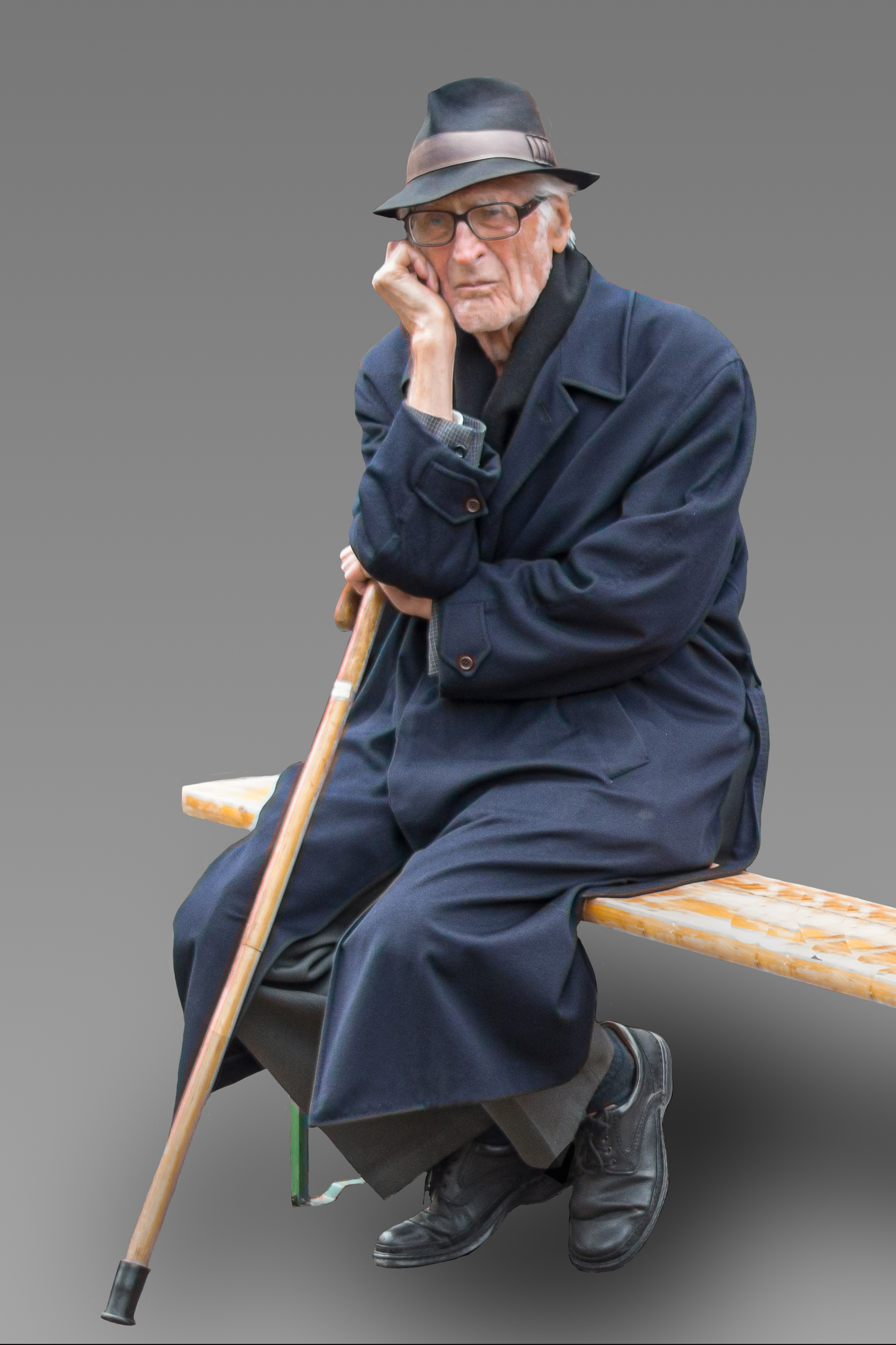
Karl Stankiewitz (2018)

Karl Stankiewitz (* 27. Oktober 1928 in Halle (Saale); † 13. Dezember 2024 in München)  war ein deutscher Journalist und Autor. Er arbeitete seit 1947 als Journalist und war Autor von 38 Sachbüchern.

## Herkunft und Ausbildung
Karl Stankiewitz wuchs als Sohn eines Funktionärs der Christlichen Gewerkschaften bis 1937 in Essen auf. Seit 1937 lebte er in München. Er absolvierte 1947 das Abitur am Wirtschaftsgymnasium München, dort gründete er 1946 die erste Münchner Schülerzeitung, Der Funke.

## Beruflicher Werdegang

### Journalist und Reporter
Ab Oktober 1947 arbeitete Stankiewitz als Volontär bei der Süddeutschen Zeitung. Im Juni 1948 wurde er bei der neugegründeten Abendzeitung Reporter und Redakteur für die Reportageseite. 1950 arbeitete er drei Monate beim Stern in Hamburg und veröffentlichte dort u. a. eine Recherche zum Menschenschmuggel. 1950 und 1951 arbeitete er als Münchner Mitarbeiter des Spiegel. Von 1951 bis 2000 wirkte er als Münchner Korrespondent für über zehn große deutsche Zeitungen, er war außerdem Mitarbeiter bei Münchner Zeitungen, beim Bayerischen Rundfunk, Deutschlandfunk und bei der Deutschen Welle.
Stankiewitz verfasste Artikel zu Ereignissen der jüngsten Zeitgeschichte hauptsächlich für die Abendzeitung, das Münchner Blog Kultur-Vollzug und die Bayerische Staatszeitung. Seine Tätigkeit für die Abendzeitung stellte er am 3. September 2022 nach 74 Jahren Mitarbeit ein.

### Buchautor
Nach 52 Jahren als Reporter und Zeitungsjournalist begann Stankiewitz 1999 mit dem Schreiben von Büchern, zunächst als freier Reise- und Alpinjournalist mit Büchern über die Alpen und über literarische Wanderungen in Bayern, Österreich und der Schweiz. Er verfasste Berichte aus 66 Ländern. Doch seine großen Themen blieben München und Bayern. Er veröffentlichte 38 Sachbücher, häufig über Themen der jüngsten Münchner und bayerischen Geschichte wie das "Weißblaue Schwarzbuch" oder "München 1972" über die olympischen Spiele. In seinem letzten Buch mit dem Titel „Meine sieben Plagen“ befasste er sich mit der nachlassenden Gesundheit im Alter. Er stellte das Buch Anfang 2023 im Rahmen der Verleihung des Ernst-Hoferichter-Preises der Stadt München an ihn vor.

## Ehrungen

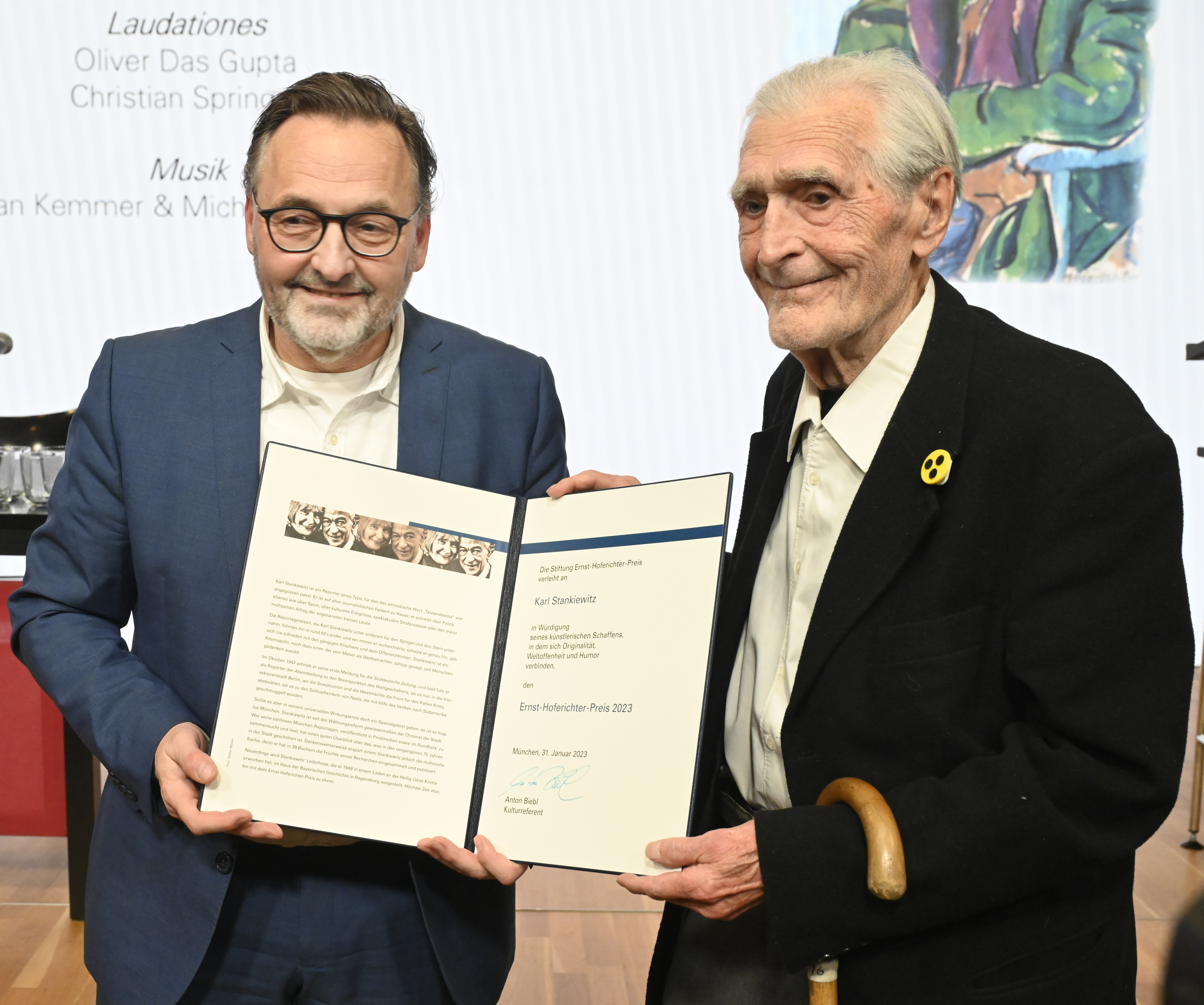
Münchens Kulturreferent Anton Biebl überreicht Karl Stankiewitz den Ernst-Hoferichter-Preis 2023

Anlässlich seines 90. Geburtstags eröffnete der Münchner Heimatforscher Hermann Wilhelm im Münchner Haidhausen-Museum Ende September 2018 eine Ausstellung über den Journalisten. 1993 feierte die Süddeutsche Zeitung in einem Interview Karl Stankiewitz zu seinem 94. Geburtstag als dienstälteste Journalisten Deutschlands und hob dabei hervor, dass seine Karriere 1947 bei der SZ im Keller in der Sendlinger Straße begann.
Sebastian Beck bezeichnete ihn in einem Nachruf in der Süddeutschen Zeitung als „Der Jahrhundert-Chronist“ und übermittelte eine Botschaft von Karl Stankiewitz, die er bat, nach seinem Tod zu veröffentlichen. In dieser wünscht er seinen „Verwandten, Freunden, Kollegen und Bekannten“...

„...eine bessere als die gegenwärtige Welt. Eine Welt des Friedens statt der Kriege, der Vernunft statt der Verdummung, Solidarität statt Spaltung, Freundlichkeit statt Verrohung, Wahrheit statt Lüge, Naturliebe statt Naturzerstörung. Scheut keinen Einsatz, keine Mühe, keinen Verzicht, tut alles dafür, dass unsere Demokratie erhalten bleibt und diese Welt nicht noch mehr überschattet wird vom Nationalismus, Rassismus und Trumpismus, der widerwärtigen Abart des gewöhnlichen Faschismus.“

## Persönliches
Stankiewitz war Mitglied beim Bund Naturschutz in Bayern, beim Malteser Hilfsdienst, bei der Monacensia, bei der Oskar-Maria-Graf-Gesellschaft und beim Bayerischen Journalisten-Verband. 
Er war verheiratet (später verwitwet) und hatte zwei Kinder. Sein Sohn Thomas Stankiewicz arbeitet seit 1985 auch als Journalist in der Reisefotografie.

## Auszeichnungen
- 1977: Herwig-Weber-Preis des Internationalen Presseclubs München „für hervorragende journalistische Arbeiten über die bayerische Landeshauptstadt“
- 2018: Medaille München leuchtet in Silber für Verdienste zugunsten der Kulturstadt München[15][16]
- Diploma di Benemerenza der Agenzia nazionale italiana del turismo für „professionelle Italien-Reiseberichte in über 40 Jahren“
- 2023: Ernst-Hoferichter-Preis[17][18][19][20]

## Bücher
- Sieben Wochen meines Lebens war ich reich. 20 literarische Wanderungen in Oberbayern. BLV, München / Wien / Zürich 1999, ISBN 978-3-405-15691-6.[21]
- Paradeys der Dichter. Literarische Wanderungen in Österreich und südlich des Brenners. Tyrolia, Innsbruck / Wien 2001, ISBN 978-3-7022-2371-7.
- Wandern an wilden Wassern in Tirol. Tyrolia, Innsbruck / Wien 2003, ISBN 978-3-7022-2440-0.
- Babylon in Bayern. Wie aus einem Agrarland der modernste Staat Europas werden sollte. edition buntehunde, Regensburg 2004, ISBN 978-3-934941-11-3.
- Alle lieben Bayern. 75 Jahre Ferien für Millionen. SüdOst Verlag, Waldkirchen 2004, ISBN 978-3-89682-089-1.
- Poeten-Pfade in Bayern. Literarische Wanderungen zwischen Alpen, Spessart und Böhmerwald. Kiebitz-Buch, Vilsbiburg 2005, ISBN 978-3-9807800-5-6.
- München – Stadt der Träume. Projekte, Pleiten, Utopien. Schiermeier, München 2005, ISBN 978-3-9809147-6-5.
- Keiner will schuld sein. Schlagzeilen aus Münchner Gerichtssälen 1950–1995. edition buntehunde, Regensburg 2005, ISBN 978-3-934941-13-7.
- Schwarze Tage. Das Münchner Katastrophenbuch. Vom Brückenbrand zur Schneewalze. Schiermeier, München 2006, ISBN 978-3-9809147-9-6.
- Nachkriegsjahre. Reportagen von 1945 bis 1959. edition buntehunde, Regensburg 2006, ISBN 978-3-934941-16-8.
- Gezähmte Wildnis. Der Bayerische Wald in Reportagen aus fünfzig Jahren. Bayerland, Dachau 2006, ISBN 978-3-89251-368-1.
- Der Stachus. Wo München modern wurde. MünchenVerlag, München 2006, ISBN 978-3-937090-14-6.
- Münchner Sittenbuch. Liebe, Laster und Affairen. Schiermeier, München 2007, ISBN 978-3-9811425-0-1.
- Prachtstraßen in München. Ludwig- und Maximilianstraße. Bayerland, Dachau 2008, ISBN 978-3-89251-390-2.
- Prachtstraßen in München. Brienner und Prinzregentenstraße. Bayerland, Dachau 2009, ISBN 978-3-89251-397-1.
- An wilden Wassern. Wanderungen durch Schluchten, Klammen und Wildflusstäler Südbayerns. edition buntehunde, Regensburg 2008, ISBN 978-3-934941-37-3.
- „Ich näherte mich den Gebirgen.“ Mit Fürsten und Dichtern durch die Alpen. Volk Verlag, München 2008, ISBN 978-3-937200-58-3.[22][23]
- Weißblaues Schwarzbuch. Skandale, Schandtaten und Affären, die Bayern erregten. Volk Verlag, München 2010, ISBN 978-3-937200-48-4.
- Mir ging eine neue Welt auf. Die Anfänge des Fremdenverkehrs in Oberbayern. Sutton Verlag, Erfurt 2011, ISBN 978-3-86680-916-1.[24]
- Wie der Zirkus in die Berge kam. Die Alpen zwischen Idylle und Rummelplatz. Oekom Verlag, München 2012, ISBN 978-3-86581-518-7.[25]
- Wie der Zirkus in die Berge kam. Die Alpen zwischen Idylle und Rummelplatz. Oekom Verlag, München 2012, ISBN 978-3-86581-310-7.[26]
- Eine Jugend in München 1939–1949. Gerhard Hess Verlag, Bad Schussenried 2012, ISBN 978-3-87336-959-7.
- Die Gegend hier ist göttlich. Zeitreise durch 100 Jahre Tourismus im Chiemgau. Sutton Verlag, Erfurt 2012, ISBN 978-3-95400-017-3.
- Rebellen, Reformer, Regenten. Reporter Karl Stankiewitz berichtet über Menschen, die etwas bewegt haben. Gerhard Hess Verlag, Bad Schussenried 2013, ISBN 978-3-87336-460-8.
- Die befreite Muse. Münchner Kunstszenen ab 1945. Volk Verlag, München 2013, ISBN 978-3-86222-011-3.
- Minderheiten in München. Zuwanderung, Ausgrenzung, Integration – vom Mittelalter bis zur Gegenwart. Verlag Friedrich Pustet, Regensburg 2013, ISBN 978-3-7917-6065-0 / 978-3-7917-2705-9.
- Macher Mörder Menschenfreunde. Personalien aus 65 Reporterjahren. Gerhard Hess Verlag, Bad Schussenried 2015, ISBN 978-3-87336-567-4.
- Das Bahnhofsviertel. Wo München wirklich Weltstadt ist. Sutton Verlag, Erfurt 2015, ISBN 978-3-95400-646-5.[27][28]
- Die große Gaudi. Geschichte und Geschichten zum Münchner Fasching. Verlag Sankt Michaelsbund, München 2016, ISBN 978-3-943135-76-3.[29]
- Außenseiter in München. Vom Umgang der Stadtgesellschaft mit ihren Randgruppen. Verlag Friedrich Pustet, Regensburg 2016, ISBN 978-3-7917-6078-0.[30]
- Außenseiter in München. Vom Umgang der Stadtgesellschaft mit ihren Randgruppen. Verlag Friedrich Pustet, Regensburg 2016, ISBN 978-3-7917-2752-3.[31]
- Badelust in München & Oberbayern. edition buntehunde, Regensburg 2017, ISBN 978-3-934941-77-9.[32][33]
- München 68. Traumstadt in Bewegung. Volk Verlag, München 2018, ISBN 978-3-86222-277-3.[34][35]
- Aus is und gar is! Wirtshäuser, Theater, Cafés, Nachtclubs und andere verlorene Orte Münchner Geselligkeit. Allitera Verlag, München 2018, ISBN 978-3-96233-023-1.[36][37]
- Münchner Originale. Fotografien aus der Sammlung Karl Valentin im Stadtarchiv München. Allitera Verlag, München 2019, ISBN 978-3-96233-104-7.[38]
- Münchner Meilensteine. Ein Reporter blickt zurück auf sein 20. Jahrhundert. Attenkofer’sche Buch- und Kunstdruckerei, Straubing 2019, ISBN 978-3-947029-26-6.
- München 1972. Wie Olympia eine Stadt bewegte. Allitera Verlag, München 2021, ISBN 978-3-962332-85-3.[39]